# 白腹山椒鸟

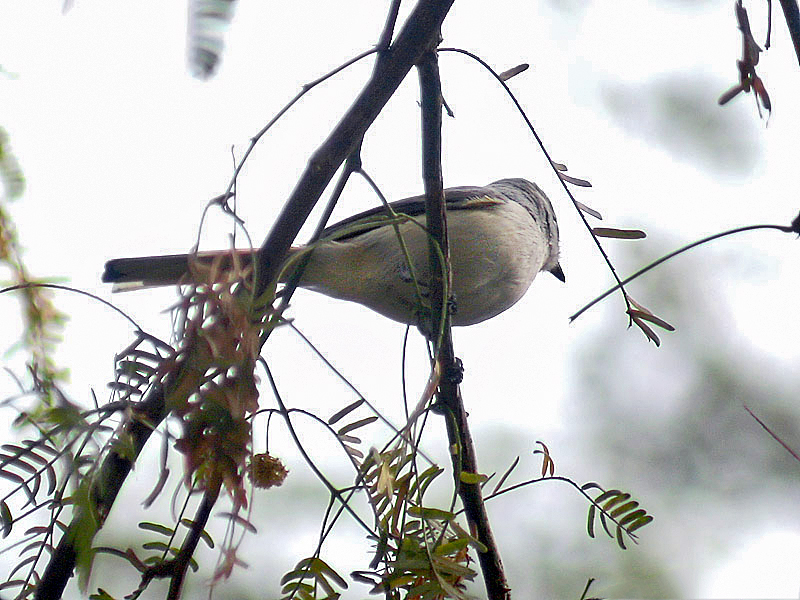
雌性

白腹山椒鸟（学名：Pericrocotus erythropygius）是山椒鸟科山椒鸟属的一种，分布于印度，大部分栖息在干燥的落叶林中。